# Автотранспортне господарство
Автотранспортне господарство (АТГ) — у газотранспортній промисловості — служба лінійного виробничого управління магістральних газопроводів (ЛВУМГ — підрозділу Укртрансгаз), яка обслуговує автомобільну і тракторну техніку, підтримує їх в технічно–справному стані, забезпечує безаварійну експлуатацію транспорту та безперебійну роботу всіх служб управління. 

## Функції служби
Службою АТГ здійснюються:
- щоденні перевезення змінного персоналу, а в разі необхідності збір та перевезення аварійних бригад;
- забезпечення транспортом всіх служб ЛВУМГ (перевезення працівників, вантажно-розвантажувальні роботи);
- необхідні перевезення технологічного обладнання газокомпресорної служби (ГКС) на ремонтні бази ВРТП «Укргазенергосервіс» або заводи-виготовлювачі обладнання для їх ремонту чи сервісного обслуговування;
- доставка ремфонду;
- забезпечення проведення робіт по шурфуванню та засипці ґрунту на газопроводах (при ремонтах, ревізіях).

АТГ виконує:
- самостійно:
  - технічне обслуговування автотехніки;
- планує та слідкує за виконанням:
  - проведення капітальних ремонтів на спеціалізованих підприємствах;
  - сервісним обслуговуванням та ремонтом імпортної автотракторної спецтехніки займається окреме Управління «СІАТ»